# Kazimierz Kubala
Kazimierz Kubala (1893 — 1976) formado em farmácia, foi major piloto das forças aéreas da Polónia. Participou como navegador nas tentativas de atravessar o Atlântico por via aérea lideradas em 1928 e 1929 por Ludwik Idzikowski. No acidente que ocorreu na ilha Graciosa a 13 de Julho de 1929 sofreu apenas ferimentos ligeiros, apesar do avião ter capotado e subsequentemente ardido.